# Finne (Gemeinde)

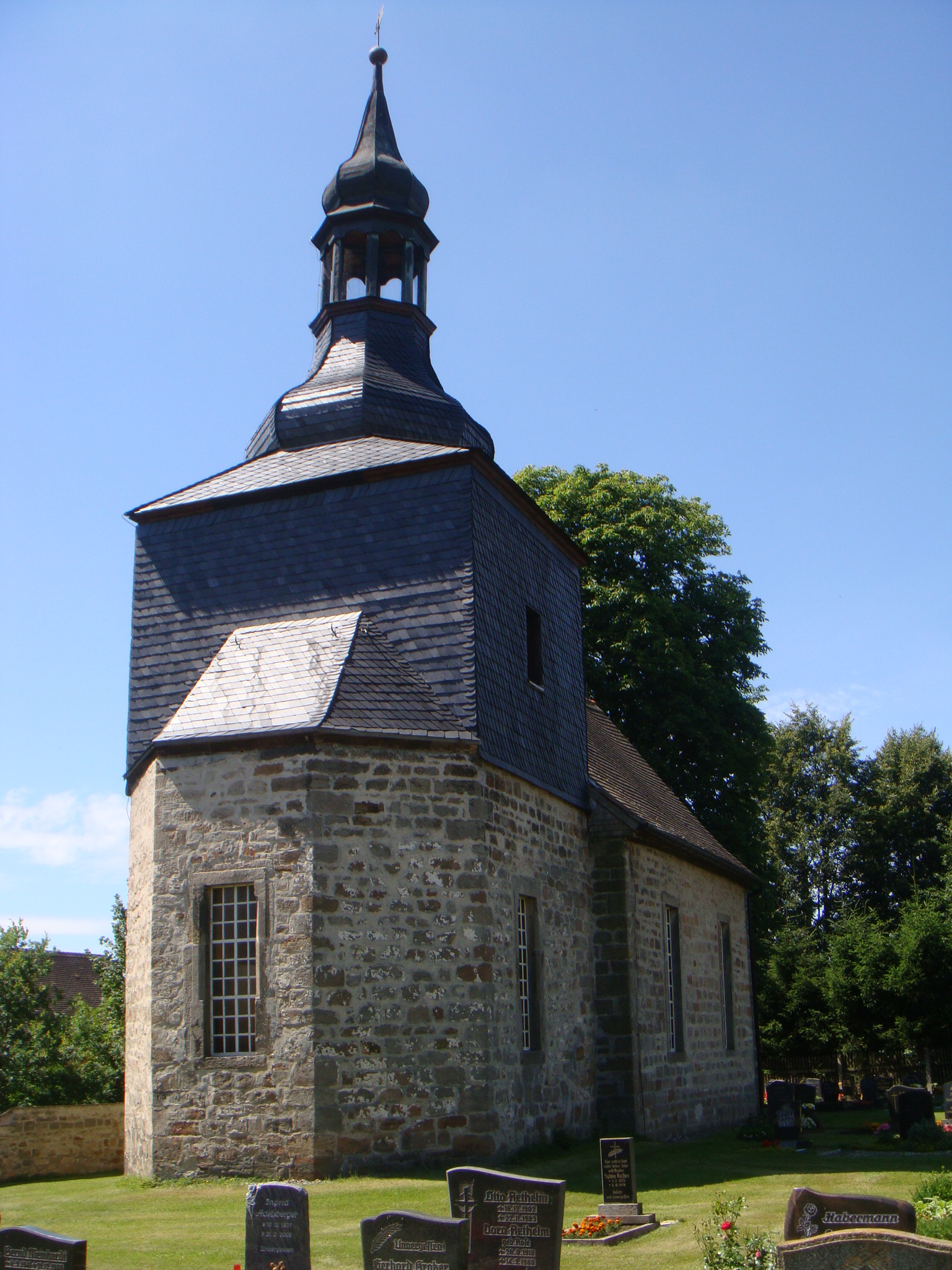
Evangelische Kirche in Tauhardt

Finne ist eine Gemeinde im Burgenlandkreis in Sachsen-Anhalt. Sie wurde am 1. Juli 2009 aus dem freiwilligen Zusammenschluss der Gemeinden Billroda und Lossa gebildet. Die Gemeinde gehört der Verbandsgemeinde An der Finne an.

## Gemeindegliederung
Zu Finne gehören die folgenden Ortsteile:
| Name     | Einwohner |
| -------- | --------- |
| Billroda | 324       |
| Lossa    | 832       |
| Tauhardt | 173       |

## Politik

### Wappen
Das Wappen wurde am 1. September 2014 durch den Burgenlandkreis genehmigt.
Blasonierung: „In Gold drei im Dreipass mit den Spitzen einander zugewandte grüne Lindenblätter.“
Die mit der Spitze zueinander im Dreipass gestellten drei Lindenblätter verkörpern die Ortsteile Billroda, Lossa und Tauhardt. Zwei der Orte führten im Dienstsiegel Lindenbaum bzw. Lindenzweig, worauf sich das Wappen bezieht.
Gestaltet wurde das Wappen vom Kommunalheraldiker Jörg Mantzsch.
Die Farben der Gemeinde sind Grün-Gelb.

### Flagge
Die Flagge der Gemeinde Finne ist grün - gelb (1:1) gestreift (Querform: Streifen waagerecht verlaufend; Längsform: Streifen senkrecht verlaufend) und mittig mit dem Gemeindewappen belegt.

## Bergbaugeschichte

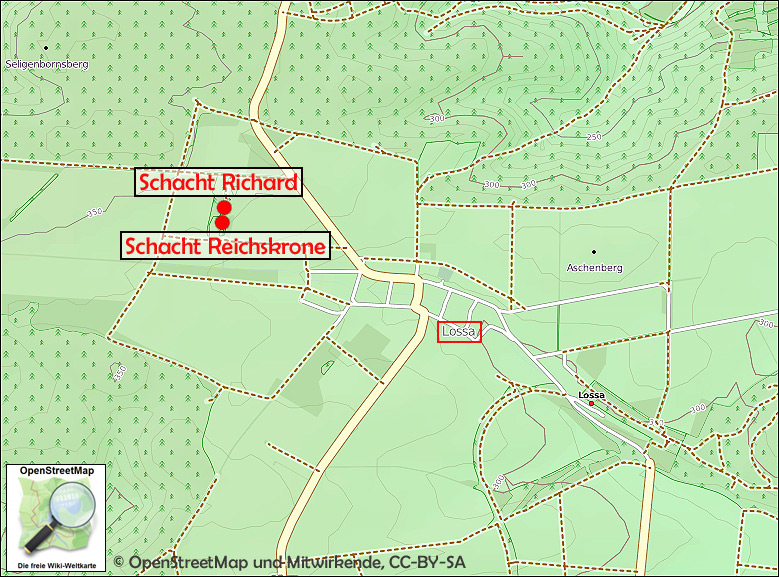
Lage der Kalischächte

Etwa einen Kilometer nordwestlich des Ortsteils Lossa befinden sich die stillgelegten Schächte und Grubenbaue der Kaliwerke Gewerkschaften Richard und Reichskrone. Der Abstand der Schächte voneinander beträgt nur 30 m. Somit stellen sie der Definition nach eine Doppelschachtanlage dar. Die untertägigen Anlagen haben eine Ausdehnung von ca. 850 × 750 m.
Beide Schächte wurden in den Jahren 1909 bzw. 1910 in Angriff genommen und erschlossen das Kali-Flöz Staßfurt auf der Südwestflanke des Roßlebener Sattels. Neben dem Auffahren von Erkundungsstrecken erfolgte die Gewinnung von Carnallitit lediglich in vier Abbauörtern in den Jahren 1913 bis 1916. Insgesamt wird die zutage geförderte Menge an Carnallitit mit etwa 100.000 Tonnen angegeben. Die endgültige Stilllegung dieser Schachtanlagen erfolgte im Jahre 1921.
Zur Gewährleistung der öffentlichen Sicherheit sind die Schachtröhren inzwischen verwahrt und durch eine Abdeckelung gesichert. Die Schachtabsicherungen sind mittels Maschendrahtzaun vor unbefugtem Betreten gesichert.

## Verkehr
Finne liegt mit den Haltepunkten Billroda und Lossa (Finne) an der stillgelegten Bahnstrecke Laucha–Kölleda (Finnebahn). Der Finnetunnel liegt an der Neubaustrecke Erfurt–Leipzig/Halle.